# Atlanticus brunneri
Atlanticus brunneri är en insektsart som först beskrevs av Pylnov 1914.  Atlanticus brunneri ingår i släktet Atlanticus och familjen vårtbitare. Inga underarter finns listade i Catalogue of Life.